# 대한민국의 국세청 차장
국세청 차장(國稅廳 次長)은 청장을 보좌하는 직위로, 고위공무원단 가등급에 속하는 일반직공무원으로 보한다.

## 임명
- 국세청 차장은 대통령이 임명한다.

## 역할
- 국세청 차장은 청장을 보좌하여 소관사무를 처리하고 소속공무원을 지휘·감독하며, 청장이 사고로 직무를 수행할 수 없으면 그 직무를 대행한다.

## 역대 차장

### 국세청 차장
| 정부        | 대수           | 이름                              | 임기                             | 비고     |
| ----------- | -------------- | --------------------------------- | -------------------------------- | -------- |
| 제3공화국   | 초대           | 김재덕(金在德)                    | 1966년 2월 28일~1970년 1월 29일  |          |
| 제3공화국   | 2대            | 배숙(裴淑)                        | 1970년 1월 29일~1973년 5월 1일   |          |
| 제4공화국   | 2대            | 배숙(裴淑)                        | 1970년 1월 29일~1973년 5월 1일   |          |
| 3대         | 장재식(張在植) | 1973년 5월 1일~1979년 5월 7일     |                                  |          |
| 4대         | 배도(裴渡)     | 1979년 5월 7일~1980년 8월 12일    |                                  |          |
| 5대         | 권영노(権寧櫓) | 1980년 8월 14일~1982년 12월 17일  |                                  |          |
| 5대         | 권영노(権寧櫓) | 1980년 8월 14일~1982년 12월 17일  | 제5공화국                        |          |
| 6대         | 지창수(池昌壽) | 1982년 12월 17일~1987년 8월 3일   |                                  |          |
| 7대         | 추경석(秋敬錫) | 1987년 8월 3일~1991년 12월 20일   |                                  |          |
| 7대         | 추경석(秋敬錫) | 1987년 8월 3일~1991년 12월 20일   | 노태우 정부                      |          |
| 8대         | 임채주(林采柱) | 1991년 12월 28일~1995년 12월 20일 |                                  |          |
| 8대         | 임채주(林采柱) | 1991년 12월 28일~1995년 12월 20일 | 김영삼 정부                      |          |
| 9대         | 박경상(朴京相) | 1996년 1월 3일~1996년 7월 31일    |                                  |          |
| 10대        | 이석희(李碩熙) | 1996년 8월 8일~1998년 3월 15일    |                                  |          |
| 김대중 정부 | 11대           | 안정남(安正男)                    | 1998년 3월 15일~1999년 6월 13일  |          |
| 김대중 정부 | 12대           | 황수웅(黃秀雄)                    | 1999년 6월 13일~2000년 8월 20일  |          |
| 김대중 정부 | 13대           | 곽진업(郭鎭業)                    | 2000년 8월 20일~2001년 10월 10일 |          |
| 김대중 정부 | 14대           | 곽진업(郭鎭業)                    | 2001년 10월 10일~2003년 3월 31일 |          |
| 노무현 정부 | 15대           | 이주성(李周成)                    | 2003년 4월 7일~2005년 3월 14일   |          |
| 노무현 정부 | 16대           | 전군표(全君杓)                    | 2005년 3월 28일~2006년 7월 17일  |          |
| 노무현 정부 | 17대           | 한상률(韓相律)                    | 2006년 7월 31일~2007년 11월 29일 |          |
| 이명박 정부 | 18대           | 정병춘(丁炳春)                    | 2008년 3월 30일~2008년 12월 24일 |          |
| 이명박 정부 | 19대           | 허병익(許炳翊)                    | 2008년 12월 26일~2009년 7월 15일 |          |
| 이명박 정부 | 20대           | 이현동(李炫東)                    | 2009년 7월 22일~2010년 8월 29일  |          |
| 이명박 정부 | -              | 김덕중(金德中)                    | 2010년 8월 31일~2010년 11월 29일 | 권한대행 |
| 이명박 정부 | 21대           | 김문수(金文守)                    | 2010년 11월 30일~2012년 6월 28일 |          |
| 이명박 정부 | 22대           | 박윤준(朴胤浚)                    | 2012년 7월 1일~2013년 4월 10일   |          |
| 박근혜 정부 | 23대           | 이전환(李典煥)                    | 2013년 4월 10일~2014년 6월 27일  |          |
| 박근혜 정부 | 24대           | 김봉래(金烽來)                    | 2014년 8월 27일~2017년 7월 3일   |          |
| 문재인 정부 | 25대           | 서대원(徐大源)                    | 2017년 7월 26일~2018년 6월 30일  |          |
| 문재인 정부 | 26대           | 이은항(李殷恒)                    | 2018년 7월 5일~2019년 7월 11일   |          |
| 문재인 정부 | 27대           | 김대지(金大地)                    | 2019년 7월 12일~ 2020년 8월 21일 |          |
| 문재인 정부 | 28대           | 문호철(文熙㯙)                    | 2020년 9월~2021년 7월            |          |
| 문재인 정부 | 29대           | 임광현(林光鉉)                    | 2021년 7월~2022년 7월 7일        |          |
| 윤석열 정부 | 30대           | 김태호(金泰昊)                    | 2022년 7월 7일~2024년 8월 25일   |          |
| 윤석열 정부 | 31대           | 최재봉                            | 2024년 8월 25일~                 |          |

## 같이 보기
- 국세청
- 국세청장